# Rod (Rumunia)
Rod – wieś w Rumunii, w okręgu Sybin, w gminie Tilișca. W 2011 roku liczyła 439 mieszkańców.